# Мадагаскарский рябок
Мадагаскарский рябок (Pterocles personatus) — вид летающих птиц из семейства рябковых. 
Эндемик Мадагаскара. Распространён на западе и юге острова. Встречается на сухих открытых участках с травой и редколесьем. Ежедневно он посещает водоёмы, его можно увидеть на каменистых участках реки и озера и на песчаных отмелях.
Тело длиной около 35 см. Оперение верхних частей самца желтовато-охристого цвета. Грудь розовая. Нижние части, боковые стороны, гузка и верхняя часть хвоста чёрно-белые с крапинами. У него есть большое чёрное пятно вокруг клюва и широкое жёлтое окологлазное кольцо, которые отсутствуют у самок.
Обычно встречаются в семейных группах по три-четыре особи, но иногда образуют большие группы из десятка или более птиц. В течение дня он питается семенами, которые ищет на земле. При опасности он может сначала замереть, но вскоре либо убегает, либо внезапно взлетает. Группа улетает вместе, приземляясь на небольшом расстоянии.